# カーティス・ブレイズ
￼カーティス・ブレイズ（Curtis Blaydes、1991年2月18日 - ）は、アメリカ合衆国の男性総合格闘家。イリノイ州シカゴ出身。エレベーション・ファイトチーム所属。UFC世界ヘビー級ランキング4位。

## 来歴
デ・ラ・サル学院時代にレスリングを始め、州王者になっている。学院時代のレスリングの通算戦績は95勝18敗で、合計121度のテイクダウンを成功させた。学院時代はアメリカンフットボールでもデフェンシブエンドとして活躍した。卒業後はレスリング奨学生としてノーザンイリノイ大学に進学し、ハーパー大学に編入、NJCAAのヘビー級で優勝を果たすと、総合格闘技のキャリアへ専念するために大学を退学した。
2014年、プロ総合格闘家デビュー。その後、小規模大会で5戦全勝を記録。

### UFC
2016年4月10日、UFC初参戦となったUFC Fight Night: Rothwell vs. dos Santosでフランシス・ガヌーと対戦し、2R終了時にドクターストップでTKO負け。キャリア初黒星を喫した。
2016年10月2日、UFC Fight Night: Lineker vs. Dodsonでコーディ・イーストと対戦し、グラウンドの肘打ち連打で2RTKO勝ち。パフォーマンス・オブ・ザ・ナイトを受賞し、UFC初勝利を飾った。
2017年2月4日、UFC Fight Night: Bermudez vs. Korean Zombieでアダム・ミルステッドと対戦し、膝の負傷で2RTKO勝ちを収めたが、薬物検査でマリファナの陽性反応が検出されたため試合結果がノーコンテストに変更された。
2017年7月8日、UFC 213でヘビー級ランキング15位のダニエル・オミランチョクと対戦し、3-0の判定勝ち。
2017年11月4日、UFC 217でヘビー級ランキング9位のアレクセイ・オレイニクと対戦。2Rに4点ポジションで誤って顔面に蹴りを放ち、タイムストップとなってしまい、そのままドクターストップでTKO勝ち。
2018年2月11日、UFC 221でヘビー級ランキング5位のマーク・ハントと対戦。1Rに右ストレートでダウンを奪われるも、以降はテイクダウンとグラウンドの攻防で圧倒して3-0の判定勝ち。
2018年6月9日、UFC 225でヘビー級ランキング2位のアリスター・オーフレイムと対戦。全局面で圧倒し、グラウンドの肘打ち連打でオーフレイムを大流血に追い込んで3RTKO勝ち。パフォーマンス・オブ・ザ・ナイトを受賞した。
2018年11月25日、UFC Fight Night: Blaydes vs. Ngannou 2でヘビー級ランキング4位のフランシス・ガヌーと再戦し、右フックでダウンを奪われ、パウンドで開始45秒のTKO負け。
2019年3月23日、UFC Fight Night: Thompson vs. Pettisでヘビー級ランキング10位のジャスティン・ウィリスと対戦し、3-0の判定勝ち。
2019年9月7日、UFC 242でヘビー級ランキング9位のシャミル・アブドゥラヒモフと対戦し、グラウンドでの肘打ちで2RTKO勝ち。
2020年1月25日、UFC Fight Night: Blaydes vs. dos Santosでヘビー級ランキング4位の元UFC世界ヘビー級王者ジュニオール・ドス・サントスと対戦。テイクダウンは奪えなかったものの、スタンドの攻防で優位に立ち、2R序盤に右ストレートで足が止まったドス・サントスに膝蹴りとスタンドパンチ連打で追撃してTKO勝ち。
2020年6月20日、UFC on ESPN: Blaydes vs. Volkovでヘビー級ランキング7位のアレキサンダー・ヴォルコフと対戦し、グラウンドの攻防で圧倒して3-0の5R判定勝ち。
2021年2月20日、UFC Fight Night: Blaydes vs. Lewisでヘビー級ランキング4位のデリック・ルイスと対戦し、優勢に試合を進めたものの、2Rにタックルを仕掛けた際にカウンターの右アッパーで逆転のKO負け。
2021年9月25日、UFC 266でヘビー級ランキング6位のジャルジーニョ・ホーゼンストライクと対戦し、両者ともに手数の少ない攻防となったものの、テイクダウンを奪うなど優勢に試合を進めて3-0の判定勝ち。
2022年3月26日、UFC on ESPN: Blaydes vs. Daukausでヘビー級ランキング9位のクリス・ドーカスと対戦し、右ストレートでダウンを奪いパウンドで2RTKO勝ち。パフォーマンス・オブ・ザ・ナイトを受賞した。
2022年7月23日、UFC Fight Night: Volkov vs. Aspinallでヘビー級ランキング6位のトム・アスピナルと対戦し、開始15秒に右ローキックを放ったアスピナルが右膝を負傷したためブレイズのTKO勝ちとなった。
2023年4月22日、UFC Fight Night: Pavlovich vs. Blaydesでヘビー級ランキング3位のセルゲイ・パブロビッチと対戦し、右アッパーでダウンを奪われパウンドで1RTKO負け。
2024年3月9日、UFC 299でヘビー級ランキング7位のジャイルトン・アウメイダと対戦。1Rはテイクダウンとグラウンドの攻防で劣勢となるも、2Rにタックルを仕掛けたアウメイダに側頭部への鉄槌を効かせパウンドで逆転のTKO勝ち。パフォーマンス・オブ・ザ・ナイトを受賞した。
2024年7月27日、UFC 304のUFC世界ヘビー級暫定タイトルマッチで暫定王者トム・アスピナルに挑戦し、左ジャブでダウンを奪われパウンドで1RTKO負け。王座獲得に失敗した。

## 人物・エピソード
- 幼少期から吃音症を患っており、これが原因で中学時代はいじめを受けた[22]。
- 既婚者であり、女児を一人儲けている。

## 戦績
| 総合格闘技 戦績 | 総合格闘技 戦績 | 総合格闘技 戦績 | 総合格闘技 戦績 | 総合格闘技 戦績 | 総合格闘技 戦績 | 総合格闘技 戦績 |
| --------------- | --------------- | --------------- | --------------- | --------------- | --------------- | --------------- |
| 25 試合         | (T)KO           | 一本            | 判定            | その他          | 引き分け        | 無効試合        |
| 19 勝           | 13              | 0               | 6               | 0               | 0               | 1               |
| 5 敗            | 5               | 0               | 0               | 0               | 0               | 1               |

| 勝敗 | 対戦相手                           | 試合結果                                   | 大会名                                                                | 開催年月日     |
| ○    | リズヴァン・クニエフ               | 5分3R終了 判定2-1                          | UFC on ABC 8: Hill vs. Rountree Jr.                                   | 2025年6月21日  |
| ×    | トム・アスピナル                   | 1R 1:00 TKO（左ジャブ→パウンド）           | UFC 304: Edwards vs. Muhammad 2 【UFC世界ヘビー級暫定タイトルマッチ】 | 2024年7月27日  |
| ○    | ジャイルトン・アウメイダ           | 2R 0:36 TKO（側頭部への鉄槌連打→パウンド） | UFC 299: O'Malley vs. Vera 2                                          | 2024年3月9日   |
| ×    | セルゲイ・パブロビッチ             | 1R 3:08 TKO（右アッパー→パウンド）         | UFC Fight Night: Pavlovich vs. Blaydes                                | 2023年4月22日  |
| ○    | トム・アスピナル                   | 1R 0:15 TKO（右膝の負傷）                  | UFC Fight Night: Blaydes vs. Aspinall                                 | 2022年7月23日  |
| ○    | クリス・ドーカス                   | 2R 0:17 TKO（右ストレート→パウンド）       | UFC on ESPN 33: Blaydes vs. Daukaus                                   | 2022年3月26日  |
| ○    | ジャルジーニョ・ホーゼンストライク | 5分3R終了 判定3-0                          | UFC 266: Volkanovski vs. Ortega                                       | 2021年9月25日  |
| ×    | デリック・ルイス                   | 2R 1:26 KO（右アッパー→パウンド）          | UFC Fight Night: Blaydes vs. Lewis                                    | 2021年2月20日  |
| ○    | アレキサンダー・ヴォルコフ         | 5分5R終了 判定3-0                          | UFC on ESPN 11: Blaydes vs. Volkov                                    | 2020年6月20日  |
| ○    | ジュニオール・ドス・サントス       | 2R 1:06 TKO（スタンドパンチ連打）          | UFC Fight Night: Blaydes vs. dos Santos                               | 2020年1月25日  |
| ○    | シャミル・アブドゥラヒモフ         | 2R 2:22 TKO（グランドの肘打ち）            | UFC 242: Khabib vs. Poirier                                           | 2019年9月7日   |
| ○    | ジャスティン・ウィリス             | 5分3R終了 判定3-0                          | UFC Fight Night: Thompson vs. Pettis                                  | 2019年3月23日  |
| ×    | フランシス・ガヌー                 | 1R 0:45 TKO（右フック→パウンド）           | UFC Fight Night: Blaydes vs. Ngannou 2                                | 2018年11月25日 |
| ○    | アリスター・オーフレイム           | 3R 2:56 TKO（グラウンドの肘打ち）          | UFC 225: Whittaker vs. Romero 2                                       | 2018年6月9日   |
| ○    | マーク・ハント                     | 5分3R終了 判定3-0                          | UFC 221: Romero vs. Rockhold                                          | 2018年2月11日  |
| ○    | アレクセイ・オレイニク             | 2R 1:56 TKO（ドクターストップ）            | UFC 217: Bisping vs. St-Pierre                                        | 2017年11月4日  |
| ○    | ダニエル・オミランチョク           | 5分3R終了 判定3-0                          | UFC 213: Romero vs. Whittaker                                         | 2017年7月8日   |
| ー   | アダム・ミルステッド               | 2R 0:59 ノーコンテスト（薬物検査失格）     | UFC Fight Night: Bermudez vs. Korean Zombie                           | 2017年2月6日   |
| ○    | コーディ・イースト                 | 2R 2:02 TKO（肘打ち連打）                  | UFC Fight Night: Lineker vs. Dodson                                   | 2016年10月2日  |
| ×    | フランシス・ガヌー                 | 2R終了時 TKO（ドクターストップ）           | UFC Fight Night: Rothwell vs. dos Santos                              | 2016年4月10日  |
| ○    | ルイス・コーティズ                 | 3R 0:41 KO（パンチ）                       | RFA 35: Moises vs. Castillo                                           | 2016年2月20日  |
| ○    | アレン・クラウダー                 | 2R TKO（パンチ連打）                       | RDMMA: Battle in the south 10                                         | 2015年4月11日  |
| ○    | ブラッド・フェイラー               | 2R 0:45 TKO（パンチ連打）                  | SCS 23: Redemption                                                    | 2014年11月16日 |
| ○    | ウィリアム・バティスト             | 1R 2:14 TKO（パンチ連打）                  | XFO 53                                                                | 2014年10月12日 |
| ○    | ロレンゾ・フッド                   | 1R 1:42 TKO（ドクターストップ）            | XFO 51                                                                | 2014年6月1日   |

## 表彰
- UFC パフォーマンス・オブ・ザ・ナイト（3回）